# ام‌آان انرژی سلوشنز

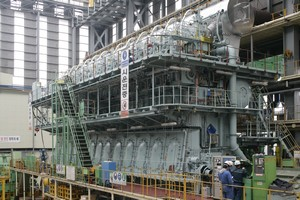
موتور دریایی ام‌آان در هنگام بارگذاری بر روی یک کشتی

ام‌آان انرژی سُلوشِنز (به انگلیسی: MAN Energy Solutions) یک شرکت چندملیتی آلمانی زیرمجموعهٔ گروه فولکس‌واگن است که در آوگسبورگ مستقر می‌باشد. این شرکت در زمینه طراحی، توسعهٔ فناوری و تولید انواع راکتورها، کمپرسورها، توربوشارژرها، توربواکسپندرها، توربین‌های بخار، توربین‌های گاز، دیزل‌ژنراتورها، موتورهای دیزلی و گازی برای کاربری‌های دریایی، ریلی و ثابت، در شناورها، لوکوموتیوها و کاربری‌های صنایع شیمیایی، معدنی، نفت‌وگاز و نیروگاهی فعالیت می‌کند. این شرکت در سال ۲۰۱۰ از ادغام ام‌آان دیزل و ام‌آان توربو تشکیل شد که انواع پروانه‌های کشتی را نیز تولید می‌کند.

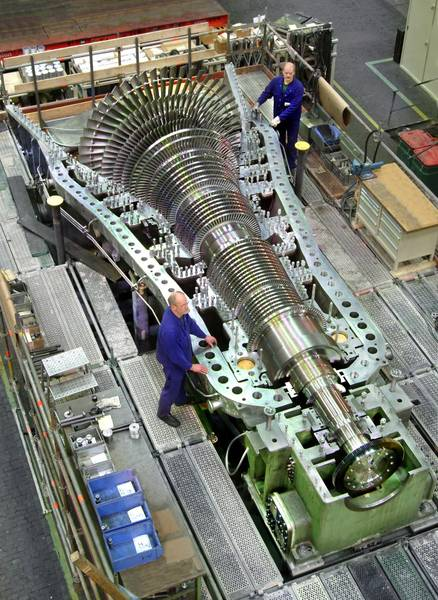
توربین بخار ام‌آان